# Spjutmalva
Spjutmalva (Anoda lanceolata) är en malvaväxtart som beskrevs av William Jackson Hooker och Arn.. Enligt Catalogue of Life ingår Spjutmalva i släktet glansmalvor och familjen malvaväxter, men enligt Dyntaxa är tillhörigheten istället släktet glansmalvor och familjen malvaväxter. Arten förekommer tillfälligt i Sverige, men reproducerar sig inte. Inga underarter finns listade i Catalogue of Life.